# Recabe (filho de Rimom)
Recabe (em hebraico: Rēkāb, da raiz para "carroça" ou "condutor") é um personagem bíblico do Antigo Testamento, mencionado como pai de Rimom de Beerote, da tribo de Benjamim. Ele e seu irmão traiçoeiramente mataram o rei Isbosete e receberam de Davi uma recompensa pelo ato.